# ياني
ياني كريسماليس  (باليونانية: Γιάννης Χρυσομάλλης)‏ (بالإنجليزية:  Yanni Chrysomallis)‏ (14 نوفمبر 1954 م-): هو مؤلف موسيقي من أصل يوناني.

## تاريخه
ولد ياني في مدينة كالاماتا في اليونان على سواحل البحر المتوسط بتاريخ 14 نوفمبر 1954 وهو الولد الأوسط لوالديه.
بدأ بالعزف على آلة البيانو وهو في 6 من العمر رافضا أخذ أي دروس في العزف.
لم تكن الموسيقى موهبته فقط، ففي عام 1969 وهو في الرابعة عشر من العمر حطم ياني الرقم القياسي اليوناني لسباق 50 متر في السباحة الحرة للرجال.
في العام 1972، وبتشجيع من والديه ترك موطنه ليلتحق بجامعة مينوسوتا في الولايات المتحدة الأمريكية ليدرس علم النفس، وخلال فترة الدراسة قام بمشاركة فرقة روك بالعزف تدعى كاميلون وبدأ بتطوير أسلوبه الموسيقي الخاص مستخدما البيانو والأورغ ليبتكر أصوات جديدة.
تخرج ياني من الجامعة عام 1979، وبعد التخرج قرر أن يمنح الموسيقى كل وقته وجهده لعام كامل. أراد أن يقصد الحياة في الموسيقى، وعلى الرغم من أنه لا يقرأ النوتة الموسيقية فقد ألف أعمالا كاملة متحديا التصنيف الموسيقي.
في عام 1980 أصدر ألبومه المنفرد الأول بعنوان «متفائل» (Optimystique). ثم عمل ياني مع هوليوود وأنجز عدة أعمال موسيقية لبعض الأفلام. وفي عام 1990 رافقت فرقة دالاس السيمفونية ياني بحفلة موسيقية أعطت بعدا آخر إلى أسلوبه الفريد وكانت مقدمة لأشياء جديدة. في عام 1994 أحرز ياني انتصارا ذاتيا عندما عاد إلى موطنه اليونان وسجل عمل موسيقي في مسرح هيرود أتيكوس في أثينا الذي يعود إلى الألف الثانية قبل الميلاد والنتيجة كانت ألبومه «في الاكروبوليس» (at the Acropolis) بقيادة الموسيقي شهرداد روحاني لذي بيع منه أكثر من 7,000,000 نسخة حول العالم وحصد أكثر من 35 جائزة وارتفع ليصبح واحد من أكثر المبيعات للأعمال الموسيقية المصورة.
وأصبح ياني الفنان الغربي الأول الذي يعزف ويسجل موسيقاه في تاج محل في الهند والمدينة المحرمة في الصين حاصدا عدة جوائز بلاتينيوم لألبومه «إجلال» (Tribute). وقد عزف ياني بين الهند والصين لجمهور وصل إلى 250 مليون شخص في جولة طويلة شملت أكثر من 160 مدينة حول العالم في رحلة أطلق عليها نفس اسم الألبوم.
في عام 2000 أصدر ياني أول ألبوم له مسجل في أستوديو بعد 7 سنوات وكان بعنوان «لو استطعت إخبارك» (If I Could Tell You)، بعد عامين من الانقطاع، يتكلم عن التغيرات في حياة ذلك الفنان، ومنها الانتقال إلى الساحل الشرقي لأمريكا وتغيرات أخرى ركزت على حياته الشخصية والمهنية.
وفي العام 2003 أصدر ألبومه «العرقية» (Ethnicity) وهو الألبوم الثاني عشر له، وهو توسيع لمعنى «عالم واحد، شعب واحد» التي كانت دائما السمة المميزة لمهنته. قدم في هذا الألبوم مجموعة من المقطوعات الموسيقية التي تنبض بالنغمات والأصوات لثقافات شعوب الأرض، مستخدما آلالات مختلفة على حد سواء كآلة الديدجاريدو الأسترالية وآلة دودوك الأرمينية والكمان والطبل الهندي. ويقول ياني: «العديد من ثقافات شعوب العالم والأنماط الموسيقية ممثلة في هذا الألبوم. إن فيه الكثير من
اللون العرقي بمعنى آخر، أنه يمتلك العرقية...حيث أن العرقية يجب أن تعمل بالعرق والثقافة واللون وجمال المجتمع المتعدد الثقافات بالطريقة التي استخدمها لهذا الألبوم.»
إن واحدا من العناصر التي تميز ألبوم «العرقية» عن سابقيه هو الاستخدام الكبير لصوت الإنسان، ليس فقط الأنغام المنفردة والتراتيل الجماعية، بل بالكلمات أيضا، وهذا شيء نادر بالنسبة لهذا الفنان. فأغنية «الوعد» (The Promise) على سبيل المثال، هي تعديل لمقطوعة قديمة تدعى «سيكرت فوس» رزت بكلمات كتبت من قبل صديقة قديمة له تدعى باميلا مكنيل وأديت بشكل عاطفي من قبل ألفريدا جيرالد التي رافقت رحلة ياني إجلال في عام 1998. كما أن المقطوعة الأخيرة من الألبوم تعكس ثقافة هذا الفنان وتاريخه بأغنية يونانية شعبية تدعى «جيفاري».
وفي مارس من عام 2003 عاد ياني للظهور من جديد في جولة في أميركا وكندا، وقد سميت «العرقية»، وكانت جولة ناجحة وصنفت في المرتبة السادسة بالنسبة لمبيع التذاكر لهذا العام.
في 6 مايو من عام 2004 حصل ياني على درجة الدكتورا الفخرية في الآداب الإنسانية من جامعة مينوسوتا.
وفي العام 2006 أصدر ياني ألبوم جديدا حمل اسم «الكونشيرتو» (The Concert Event) حيث قام بتسجيله وتصويره على الهواء مباشرة في حفلة الافتتاح بلاس فيغاس مستخدماً أحدث تقنيات التصوير والتسجيل الصوتي.

## مساره الموسيقي
في عام 1977، انضم ياني إلى فرقة موسيقى الروك «كاميليون» في منيابولس، حيث كان يؤدي مع مؤسسها، عازف الطبول تشارلي آدامز ، والذي سيكون شريكه الأساسي في مساره الموسيقي من بداية العقد الأول من القرن الحادي والعشرين. أثناء وجوده في منيابولس، عمل ياني أيضًا مع مصمم الرقصات Loyce Houlton لتقديم الموسيقى لأعمال الرقص التي أنتجها مسرح منيسوتا للرقص.
بعد جولته مع فرقه كاميليون من 1980 إلى 1984، انتقل ياني إلى لوس أنجلوس سعياً وراء إنتاج الموسيقى التصويرية للأفلام.

## ألبوم أصوات ياني
أصدر ياني آخر ألبوم له وهو يحمل اسم ياني ميكسكانيام وهو يدمج بين الموسيقي الأمريكية والمكسيكية
بعد ترقب طويل. وفي 24 مارس من عام 2009 قام ياني بإصدار ألبومين حملا اسمي Yanni Voices و Yanni Voces (أصوات ياني) وكان الألبوم الأخير باللغة اللاتينية بأكمله حيث قام ياني بالتعاون مع المنتج المعروف ريك ويك بصياغة جديدة لألحانه وتحويل بعض من مقطوعاته الشهيرة إلى أغان جديدة يؤديها أربعة من الشباب الموهوبين والمتميزين هم نيثان باتشيكو وليسلي مايلز وإندر توماس وكلوي لوري، إضافة إلى مجموعة من الضيوف المكسيكيين والإسبان الذين شاركوا الغناء في ألبوم YANNI VOICES منهم القدير خوسيه خوسيه والنجمة أولغا تانون، وقد قام بجولة جديدة في المكسيك وأميركا خلال عامي 2008 و2009 حملت اسم "Yanni Voices Live In Concert"، يذكر أن ياني قد صرح بأنه لن يتخلى عن موسيقا الانسترومينتال وسيستمر بتأليف هذا النوع من الموسيقى في المستقبل.

## ياني في كلمات
ياني في كلمات هو كتاب يتكلم عن حياة هذا الفنان ابتداء من طفولته في اليونان إلى مرحلة دراسته الجامعية في جامعة مينوسوتا إلى نجاحه كفنان موسيقي عالمي. وقد تمت كتابة هذه السيرة بالتعاون مع ديفد رينسن. كما يتضمن الكتاب أيضا تفاصيل ذاتية دقيقة منها تسعة أعوام من علاقته القوية بالممثلة ليندا أيفانس. يقول ياني: «لقد كنت دائما أطالب بكتابة كتاب في العديد من المناسبات ولكني دائما كنت أركز وبشكل رئيسي على الموسيقى ومهنتي كفنان»، ويضيف: «الموسيقى، هي لغة صريحة بشكل لا يصدق، أنها تتضمن لغة ومنطق وتخاطب روحك بشكل مباشر.»
ان ياني بالفعل هو ذاك الفتى الساحر الذي جعل من الموسيقى غذاء للروح ودواء لاسقام النفس وهي إلى ذلك دافع قوي للتسامح والتقارب ونبذ للعنصرية وتقارب بين الشعوب فلا غرابة ان يرتسم كل هذا على وجه ياني المليء بالبراءة والحب والتفاؤل والتسامح.

## قائمة الألبومات الكاملة
يعرض الجدول التالي كافة ألبومات ياني والمقاطع الموسيقية المتضمنة فيه:
| عام الإصدار | اسم الألبوم                                              | المحتويات |
| ----------- | -------------------------------------------------------- | --- |
| 1984        | Optimystique                                             | 1. The Sphinx 2. Butterfly Dance 3. Strings 4. Twilight 5. The Chase 6. Farewell 7. Turn Of The Tide 8. The Magus |
| 1986        | Keys To Imagination                                      | 1. The North Shore Of Matsushima 2. Looking Glass 3. Nostalgia 4. Santorini 5. Port Of Mystery 6. Keys To Imagination 7. Forgotten Yesterdays 8. Forbidden Dream |
| 1987        | Out of Silence                                           | 1. Sand Dance 2. After The Sunrise 3. Standing In Motion 4. The Mermaid 5. Within Attraction 6. Street Level 7. Secret Vows 8. Point Of Origin 9. Acroyali 10. Paths On Water |
| 1988        | Chameleon Days                                           | 1. Swept Away 2. Marching Season 3. Chasing Shadows 4. The Rain Must Fall 5. Days Of Summer 6. Reflections Of Passion 7. Walkabout 8. Everglade Run 9. A Word In Private |
| 1989        | Niki Nana                                                | 1. Niki Nana (We're One) 2. Dance With A Stranger 3. Running Time 4. يوماً ما 5. Human Condition 6. First Touch 7. Nightbird 8. Quiet Man |
| 1990        | Reflections of Passion                                   | 1. After The Sunrise 2. The Mermaid 3. Quiet Man 4. Nostalgia 5. Almost A Whisper 6. The Rain Must Fall 7. Acroyali 8. Farewell 9. Swept Away 10. True Nature 11. Secret Vows 12. Flight Of Fantasy 13. A Word In Private 14. First Touch 15. Reflections Of Passion |
| 1991        | In Celebration of Life                                   | 1. Santorini 2. Song For Antarctica 3. Marching Season 4. Walkabout 5. Keys To Imagination 6. Looking Glass (Album Version) 7. Someday 8. Within Attraction 9. Standing In Motion 10. Sand Dance |
| 1992        | Dare To Dream                                            | 1. Once Upon A Time 2. A Love For Life 3. Nice To Meet You 4. So Long My Friend 5. You Only Live Once 6. To The One Who Knows 7. Face In The Photograph 8. Felitsa 9. Desire 10. Aria 11. A Night To Remember 12. In The Mirror |
| 1993        | In My Time                                               | 1. In The Morning Light 2. One Man's Dream 3. Before I Go 4. Enchantment 5. The End Of August 6. To Take...To Hold 7. In The Mirror 8. Felitsa 9. Whispers In The Dark 10. Only A Memory 11. Until The Last Moment |
| 1994        | Live at the Acropolis                                    | 1. Santorini 2. Keys to Imagination 3. Until the Last Moment 4. Rain Must Fall 5. Acroyali/Standing in Motion 6. One Man's Dream 7. Within Attraction 8. Nostalgia 9. Swept Away 10. Reflections of Passion |
| 1997        | In The Mirror                                            | 1. In The Mirror 2. In The Morning Light 3. A Love For Life 4. One Man's Dream 5. Within Attraction 6. Forbidden Dreams 7. Once Upon A Time 8. Chasing Shadows 9. Aria 10. Quiet Man 11. Enchantment 12. So Long My Friend 13. Before I Go 14. The End Of August 15. Face In The Photograph |
| 1997        | Tribute                                                  | 1. Deliverance 2. Adagio In C Minor 3. Renegade 4. Dance With A Stranger 5. Tribute 6. Prelude 7. Love Is All 8. Southern Exposure 9. Waltz In 7/8 10. Nightingale 11. Niki Nana (We're One) |
| 2000        | If I Could Tell You                                      | 1. On Sacred Ground 2. The Flame Within 3. Midnight Hymn 4. November Sky 5. With An Orchid 6. Wishing Well 7. A Walk In The Rain 8. Highland 9. If I Could Tell You 10. In Your Eyes 11. Reason For Rainbows |
| 2003        | Ethnicity                                                | 1. Rite of Passage 2. For All Seasons 3. The Promise 4. Rainmaker 5. Written on the Wind 6. Playing By Heart 7. At First Sight 8. Tribal Dream 9. Almost A Whisper 10. Never Too Late 11. Play Time 12. Jivaeri (Jiva-Eri) |
| 2005        | Yanni Live: The Concert Event                            | 1. Rainmaker 2. Keys To Imagination 3. Enchantment 4. Standing In Motion 5. On Sacred Ground 6. Playtime 7. Until The Last Moment 8. If I Could Tell You 9. For All Seasons 10. The Storm 11. Prelude 12. Nostalgia |
| 2009        | Yanni Voces                                              | 1. Ritual De Amor (Desire) (Feat. Ender) 2. Llama De Amor (Feat. Olga Tañón) 3. Y Te Vas (Feat. Andy Vargas) 4. Ni La Fuerza Del Destino (Feat. Cristian Castro) 5. Unico Amore (Enchantment) (Feat. Nathan) 6. No Ha Dejado De Llover (Feat. José Feliciano) 7. Quédate Conmigo (Feat. Ender & Chloe) 8. Es Amor (Feat. Cristian Castro) 9. Mi Todo Eres Tu (Until The Moment) (Feat. Ender & Chloe) 10. Eterno Es Éste Amor (Feat. Lucero) 11. Volver (Feat. Willy Chirino, Arturo Sandoval & Ender) 12. Yanni & Arturo (Feat. Arturo Sandoval & Yanni) 13. Vivir Por Ti (Feat. Olga Tañón & Nathan) 14. Que Te Valla Bien (Feat. Chloe) 15. Volver A Crecer (Feat. José José) |
| 2009        | أصوات ياني                                               | 1. Omaggio (Tribute) 2. The Keeper 3. Our Days 4. Never Leave the Sun 5. Before the Night Ends 6. 1001 7. Mas Alla 8. Unico Amore (Enchantment) 9. Vivi Il Tuo Sogno (Almost a Whisper) 10. Orchid 11. Set Me Free 12. Kill Me With Your Love 13. Mi Todo Eres Tu (Until the Last Moment) 14. Ritual De Amor (Desire) 15. Moments Without Time 16. Nei Tuoi Occhi (In the Miror) 17. Amare Di Nuovo (Adagio in C Minor) |
| 2010        | Yanni Mexicanisimo                                       | 1. El Cascabel 2. Granada 3. La Bikina 4. El Son de la Negra 5. Cielito Lindo 6. Silverio Pérez 7. Guadalajara 8. Mi Ciudad 9. María Bonita 10. La Culebra 11. La Malagueña 12. México Lindo y Querido |
| 2011        | Truth Of Touch                                           | 1. Truth Of Touch 2. Echo of a Dream 3. Seasons 4. Voyage 5. Flash Of Color 6. Vertigo 7. Nine 8. Can't Wait 9. Guilty Pleasure 10. O Luce Che Brilla Nell Oscurita 11. I'm So 12. Long Way Home 13. Yanni & Arturo 14. Mist of a Kiss 15. Secret) |
| 2012        | Live At El Morro, Puerto Rico                            | 1. Truth of Touch 2. Vertigo 3. End of August 4. Rain Must Fall 5. Felitsa 6. Voyage 7. Nightingale 8. Ode to Humanity 9. Niki Nana 10. One Man's Dream |
| 2014        | Inspirato                                                | 1. I genitori (To Take To Hold) 2. Come un sospiro (Almost A Whisper) 3. Ode alla Grecia (End Of August) 4. L'ombra dell'angelo (Nice To Meet You) 5. Amare di nuovo (Adagio in C Minor) 6. Hasta el último momento (Until The Last Moment) 7. Riconoscimento (Tribute) - Lyric Video 8. Incanto (Enchantment) 9. Il primo tocco (First Touch) 10. Usignolo (Nightingale) 11. La prima luce (In The Morning Light) 12. Ode à l'humanité (Ode To Humanity) 13. Nello specchio (In The Mirror) |
| 2016        | Sensuous Chill                                           | 1. Thirst for Life 2. Rapture 3. Drive 4. What You Get 5. Desert Soul 6. 1001 7. 7The Keeper 8. Whispers in the Dark 9. Seeing You Around 10. Orchid 11. Our Days 12. A Little Too Late 13. Dance for Me 14. Retreat to Dream 15. Test of Time 16. Can’t Wait 17. I’m So |
| 2016        | The Dream Concert: Live from the Great Pyramids of Egypt | \| 1. \| "Introduction: Dream Sequence" \| 1:41 \| \| 2. \| "One Man's Dream" \| 2:46 \| \| 3. \| "For All Seasons" \| 6:01 \| \| 4. \| "Yanni: Welcome" \| 3:45 \| \| 5. \| "Felitsa" \| 4:51 \| \| 6. \| "Acroyali" \| 2:17 \| \| 7. \| "Human Condition" \| 5:12 \| \| 8. \| "Dreams Come True Interlude" \| 2:43 \| \| 9. \| "Reflections of Passion" \| 4:33 \| \| 10. \| "Standing In Motion" \| 1:50 \| \| 11. \| "Nostalgia" \| 4:20 \| \| 12. \| "Niki Nana" \| 6:41 \| \| 13. \| "Santorini" \| 4:49 \| \| 14. \| "International Space Station Message" \| 3:53 \| \| 15. \| "The Storm" \| \|                                                                         |
| 1.          | "Introduction: Dream Sequence"                           | 1:41 |
| 2.          | "One Man's Dream"                                        | 2:46 |
| 3.          | "For All Seasons"                                        | 6:01 |
| 4.          | "Yanni: Welcome"                                         | 3:45 |
| 5.          | "Felitsa"                                                | 4:51 |
| 6.          | "Acroyali"                                               | 2:17 |
| 7.          | "Human Condition"                                        | 5:12 |
| 8.          | "Dreams Come True Interlude"                             | 2:43 |
| 9.          | "Reflections of Passion"                                 | 4:33 |
| 10.         | "Standing In Motion"                                     | 1:50 |
| 11.         | "Nostalgia"                                              | 4:20 |
| 12.         | "Niki Nana"                                              | 6:41 |
| 13.         | "Santorini"                                              | 4:49 |
| 14.         | "International Space Station Message"                    | 3:53 |
| 15.         | "The Storm"                                              | |

## مقالات ذات صلة
- صاموئيل يارفينيان

## وصلات خارجية
- ياني على موقع IMDb (الإنجليزية)
- ياني على موقع الموسوعة البريطانية (الإنجليزية)
- ياني على موقع ميوزك برينز (الإنجليزية)
- ياني على موقع قاعدة بيانات برودواي على الإنترنت (الإنجليزية)
- ياني على موقع قاعدة بيانات برودواي على الإنترنت (الإنجليزية)
- ياني على موقع إن إن دي بي (الإنجليزية)
- ياني على موقع أول ميوزيك (الإنجليزية)
- ياني على موقع ديسكوغز (الإنجليزية)
- ياني على موقع قاعدة بيانات الفيلم (الإنجليزية)
- الموقع الرسمي